# Julvisa (Ylva Eggehorn)
Julvisa är en psalm vars text är skriven av Ylva Eggehorn. Musiken är skriven av Michael Bojesen. 
Psalmen gavs ut 2006 för fyrstämmig kör (SATB) i häftet Psalmer i 2000-talet Allhelgonatid, advent och jul.

## Publicerad som
- Nr 861 i Psalmer i 2000-talet under rubriken "Jesus Kristus - människors räddning".